# Object Request Broker
Object Request Broker (también por sus siglas ORB) es, en computación distribuida, el nombre que recibe una capa de software (también llamada middleware) que permite a los objetos realizar llamadas a métodos situados en máquinas remotas, a través de una red. Maneja la transferencia de estructuras de datos, de manera que sean compatibles entre los dos objetos. Para ello utiliza un estándar para convertir las estructuras de datos en un flujo de bytes, conservando el orden de los bytes entre distintas arquitecturas. Este proceso se denomina marshalling (y también su opuesto, unmarshalling). 
Básicamente permite a objetos distribuidos interactuar entre sí de manera transparente, es decir, como si estuviesen en la misma máquina.